# Resedàcies
Resedàcia, Resedàcies o Resedaceae és una família de plantes amb flors.

## Particularitats

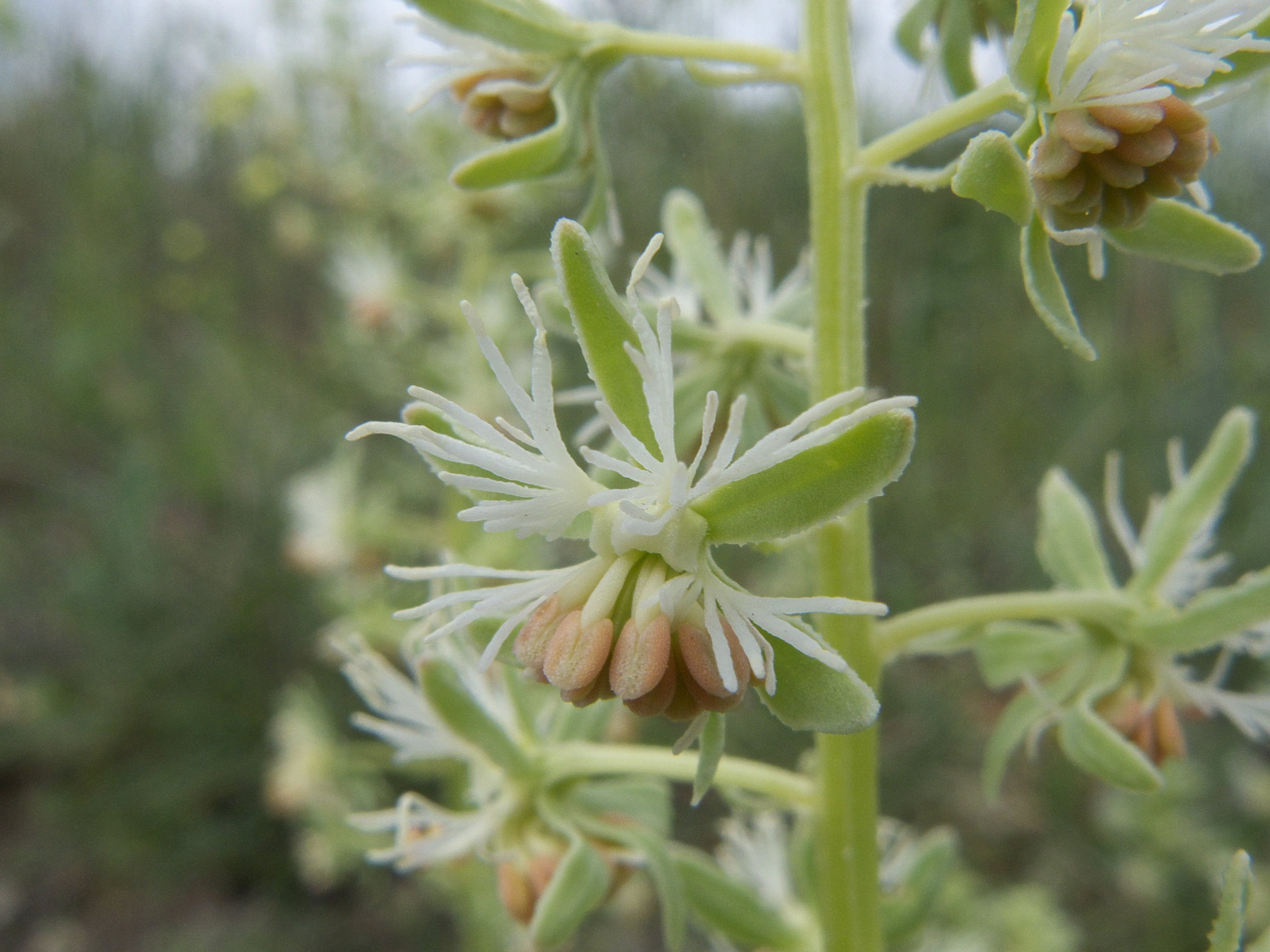
Flor de pebrots de ruc (Reseda phyteuma) amb els pètals molt dividits en filaments prims, com és corrent les resedàcies.

Les resedàcies es distribueixen en zones de clima temperat a subtropical d'Europa, de l'oest d'Àsia, l'Orient Mitjà, Nord-amèrica, i Sud-àfrica.
Normalment són plantes herbàcies anuals, bianuals o perennes.
Les flors tenen simetria bilateral, deu pètals que solen estar dividits en filaments prims, i deu o més estams.

## Gèneres
Consta de 6 gèneres i unes 70 espècies, la majoria del gènere Reseda.
- Caylusea
- Ochradenus
- Oligomeris
- Randonia
- Reseda
- Sesamoides

D'aquests, només els gèneres Reseda i Sesamoides tenen espècies autòctones dels Països Catalans.